# 카를로스 빌라르도
카를로스 살바도르 빌라르도(스페인어: Carlos Salvador Bilardo, 1938년 3월 16일 ~ )는 은퇴한 아르헨티나의 축구 선수이자 축구 감독이다. 선수시절 포지션은 수비형 미드필더였다. 큰 코(El Narigón)이라는 별명으로도 유명하다.
선수로서 빌라르도는 1960년대의 에스투디안테스 라 플라타 선수로, 감독으로서는 1986년 FIFA 월드컵 우승 감독으로 잘 알려져 있다. 1978년 FIFA 월드컵 우승 감독인 세사르 루이스 메노티와 자주 비교된다.

## 선수 생활

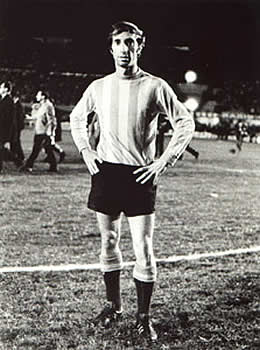
선수 시절의 빌라르도

빌라르도는 시칠리아계 아르헨티나인으로, 부에노스아이레스의 라파테르날에서 자랐다. 1958년 CA 산로렌소에서 데뷔했고, 1959년에는 아르헨티나 U-20의 일원으로 뽑혀 1960년 하계 올림픽에 출전했다. 1961년 2부리그의 데포르티보 에스파뇰로 이적, 팀내의 득점왕이 되었다. 축구를 하는 동시에 그는 부에노스아이레스 대학교에서 의학을 공부했다.
1965년 그는 오스발도 수벨디아가 이끌던 에스투디안테스 라 플라타로 이적했는데, 당시 에스투디안테스는 킬러 주베나일(Killer Juveniles)이라 불릴만큼 성공적인 팀이었다. 그는 앵커맨(공격과 수비를 이어주는 수비형 미드필더)으로서 활약했는데, 1967년 메트로폴리타노 우승, 1968년, 1969년, 1970년 코파 리베르타도레스 우승과 1968년 인터콘티넨털컵 우승을 일궈냈다.

## 감독 생활

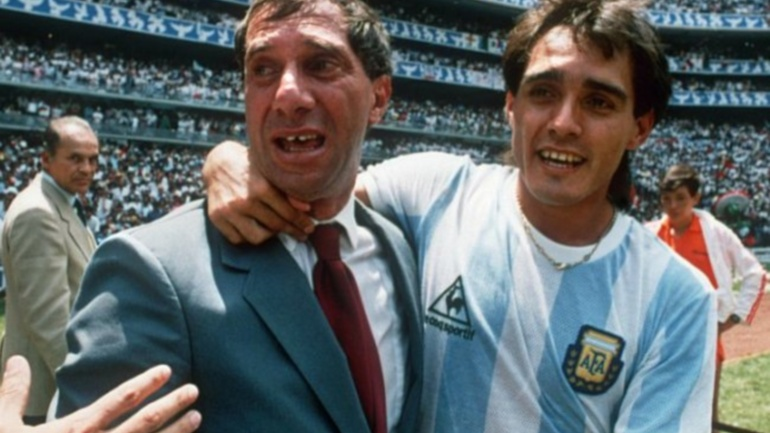
1986년 FIFA 월드컵에서 감독을 맡으면서 페드로 파스쿨리와 함께

동료 축구선수 라울 마데로와 같이 대학을 졸업한 후에는 축구계에서 은퇴했고 1971년 에스투디안테스 라 플라타의 감독으로 부임했다. 다음 해에 그는 감독과 가장으로서(1968년 결혼후 딸을 두었다.) 그리고 아버지의 가구 사업을 돕는데 시간을 쪼개서 써야만 했다. 결국 1976년 의학계에서 은퇴했고, 콜롬비아로 건너가 데포르티보 칼리의 감독으로 부임했다. 1978년 잠시 CA 산로렌소에서 경력을 쌓은 후 콜롬비아 축구 국가대표팀의 감독직을 맡았으나 1982년 FIFA 월드컵 출전해 실패해 해고당했고, 다시 에스투디안테스로 돌아갔다. 1982년 나시오날 준결승까지 진출한 그의 팀은 그해에 메트로폴리타노에서 우승을 차지했다. 알레한드로 사베야, 마르셀로 트로비아니, 우고 고타르디와 호세 폰세가 이끄는 공격진은 수벨디아의 전술에서 따온 것이었고, 그의 팀은 수벨디아 때처럼 승승장구했다.
1983년 아르헨티나 축구 국가대표팀의 지휘봉을 잡은 그는 1986년 FIFA 월드컵에서 3-5-2 포메이션을 처음으로 선보이며 아르헨티나의 두 번째 우승에 기여했고, 1990년 FIFA 월드컵에서도 준우승을 차지했다. 그가 지휘하는 동안 디에고 마라도나는 빠르게 성장해갔다. 1990년 대표팀 감독직에서 사임한 그는 세비야 FC의 감독으로 부임해 마라도나와 재회했으나, 마라도나는 예전의 기량을 잊어버린 채 몸무게가 불어나 있었다. 그는 1시즌만 끝낸 채 팀을 떠났고 보카 주니어스, 과테말라 축구 국가대표팀과 리비아 축구 국가대표팀을 감독했다. 3년 뒤 에스투디안테스로 돌아왔는데, 리버 플레이트와의 경기 중 샴페인을 마시는 장면이 포착됐었으나, 빌라르도는 게토레이라 해명했고, 과학 수사 결과 게토레이라고 판명된 에피소드도 있었다. 그가 팀을 이끄는 동안 팀의 실력도 향상되었으며, 많은 어린 선수들을 기용했다.
2007년 주지사 선거에서, 부에노스아이레스의 스포츠부 장관으로 임명되었다.

## 빌라르도주의
두 번의 아르헨티나 월드컵 우승을 일궈낸 두 감독인 세사르 루이스 메노티와 카를로스 빌라르도는 항상 비교되어 왔다. 두 감독의 전술은 차지를 나타내는데, 좁은 공간에서 활발하게 이루어지는 패스에 의해 이루어지는 창조적이고 서정적 아름다움을 추구하는 축구를 메노티주의(Menottism)이라 하고, 결과를 최우선적으로 여기고 승리하기 위해 걸어잠그고 역습을 펼치는 축구를 빌라르도주의(Bilardism)라 한다. 메노티주의의 선봉장 마리오 켐페스는 패스를 이어받은 후 페널티 에리어 부근에서 활동하는 반면, 빌라르도주의의 디에고 마라도나는 많은 활동량을 보인다. 1978년 FIFA 월드컵 자국 대회에서 우승한 메노티주의보다 1986년 FIFA 월드컵 우승과 1990년 FIFA 월드컵 준우승을 이끌어낸 빌라르도주의가 주로 높은 평가를 받는다.
호세 루이스 브로운, 네리 품피도, 호르헤 부루차가, 세르히오 바티스타, 미겔 앙헬 루소와 마라도나가 빌라르도주의의 영향을 많이 받았는데, 2008년 10월 마라도나가 아르헨티나 대표팀 감독으로 부임했을 때, 빌라르도는 대표팀의 총감독으로 부임했고, 장관직을 그만두었다.

## 경력

### 선수
- 프리메라 디비시온 : 1959, 1967
- 코파 리베르타도레스 : 1968, 1969, 1970
- 인터컨티넨탈 컵 : 1968
- 코파 인터아메리카나 : 1968
- 펜 아메리칸 게임 : 1959

### 감독
- 콜롬비아 1부 준우승 : 1977, 1978
- 코파 리베르타도레스 준우승 : 1978
- FIFA 월드컵 : 우승 (1986), 준우승 (1990)
- 코파 아메리카 3위 : 1989

### 개인
- 남아메리카 올해의 감독 : 1986, 1987
- 코넥스 어워드 : 1990
- 월드사커 역대 최고의 감독 29위 : 2013